# ペトラ・チェトコフスカ
ペトラ・チェトコフスカ（Petra Cetkovská, 1985年2月8日 - ）は、チェコ・プロスチェヨフ出身の女子プロテニス選手。WTAツアーでダブルス2勝を挙げた。自己最高ランキングはシングルス25位、ダブルス91位。身長172cm、体重64kg。右利き、バックハンド・ストロークは両手打ち。

## 来歴
6歳でテニスを始め、2000年にプロに転向。

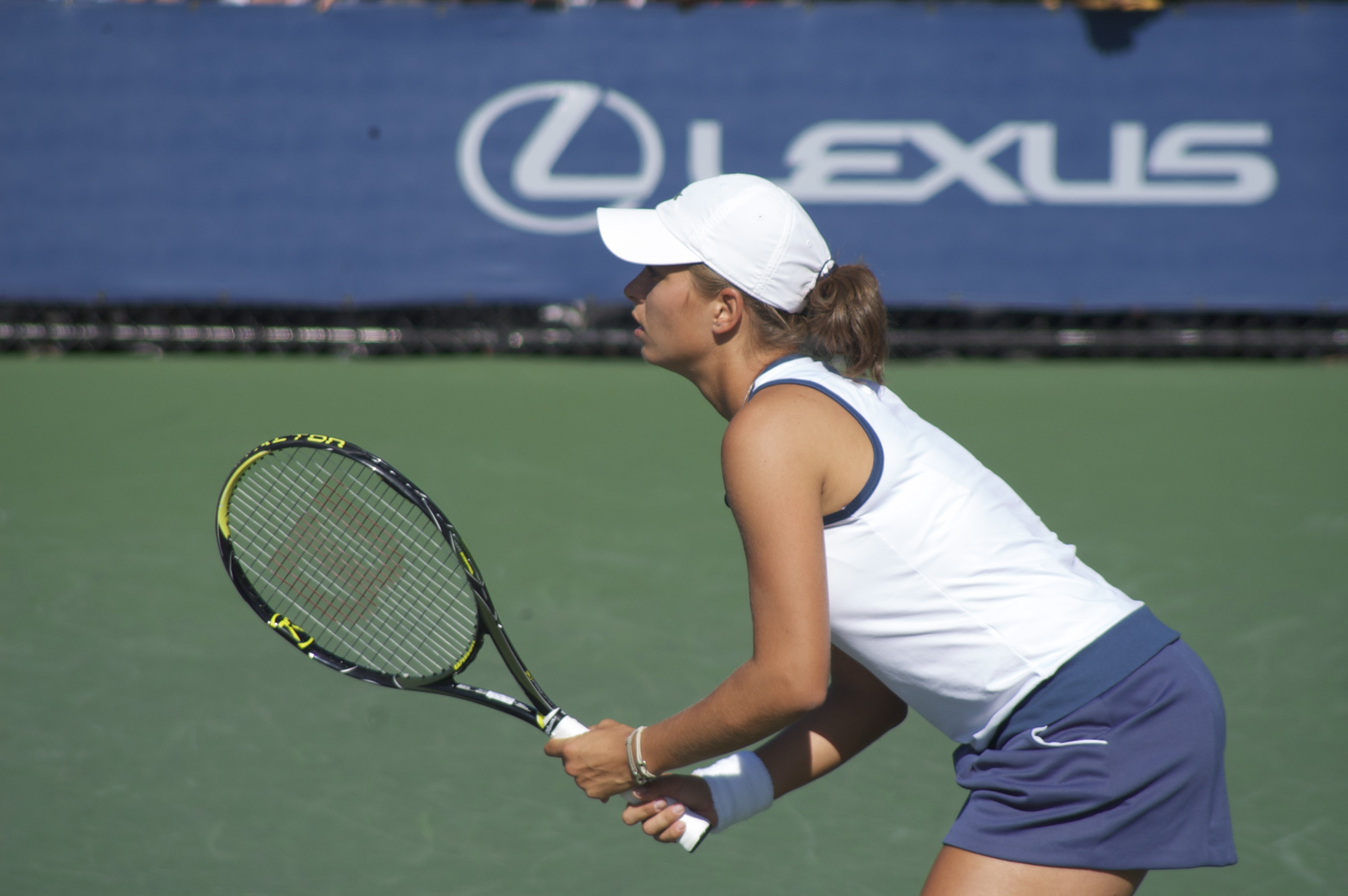
2008年全米オープンにて

4大大会では2007年全米オープンで予選を勝ち上がり初出場した。1回戦でジル・クレイバスを 6-0, 7-6 で破り2回戦で第14シードのエレーナ・デメンチェワに 3-6, 2-6 で敗れた。
4大大会のシングルスでは2008年全仏オープンと2011年ウィンブルドン選手権の4回戦進出が最高成績である。
シングルスでは2011年8月のニューヘイブン大会の準優勝が唯一の決勝進出でありWTAツアータイトルの獲得はないが、ダブルスでは2勝を挙げている。2012年6月18日付のランキングで自己最高のシングルス25位を記録している。
2012年7月のロンドン五輪で初めてのオリンピックに出場した。シングルス1回戦でドイツのアンゲリク・ケルバーと対戦したが、途中棄権している。
チェトコフスカはトップ10選手に通算10回勝利している。2012年BNLイタリア国際2回戦では当時3位のアグニエシュカ・ラドワンスカを 6-4, 4-6, 6-1 、2014年カタール・トータル・オープン3回戦では当時3位の李娜を 7-6(2), 2-6, 6-4 で破る殊勲を挙げている。
チェトコフスカは2016年7月の地元・プラハでのITF女子サーキット大会に出場したのを最後に公式戦出場から遠ざかっている。

## WTAツアー決勝進出結果

### シングルス: 1回 (0勝1敗)
| 大会グレード                  |
| ----------------------------- |
| グランドスラム (0–0)          |
| WTAファイナルズ (0–0)         |
| プレミア・マンダトリー (0–0)  |
| プレミア5 (0-0)               |
| WTAエリート・トロフィー (0-0) |
| プレミア (0–1)                |
| インターナショナル (0–0)      |

| 結果   | No. | 決勝日        | 大会           | サーフェス | 対戦相手                     | スコア   |
| ------ | --- | ------------- | -------------- | ---------- | ---------------------------- | -------- |
| 準優勝 | 1.  | 2011年8月27日 | ニューヘイブン | ハード     | キャロライン・ウォズニアッキ | 4–6, 1–6 |

### ダブルス: 5回 (2勝3敗)
| 結果   | No. | 決勝日        | 大会           | サーフェス | パートナー                 | 対戦相手                                                            | スコア              |
| ------ | --- | ------------- | -------------- | ---------- | -------------------------- | ------------------------------------------------------------------- | ------------------- |
| 優勝   | 1.  | 2007年5月13日 | プラハ         | クレー     | アンドレア・フラバーチコバ | 季春美 孫勝男                                                       | 7–6(7), 6–2         |
| 準優勝 | 1.  | 2008年3月1日  | アカプルコ     | クレー     | イベタ・ベネソバ           | ヌリア・リャゴステラ・ビベス マリア・ホセ・マルティネス・サンチェス | 2–6, 4–6            |
| 準優勝 | 2.  | 2008年8月3日  | ストックホルム | ハード     | ルーシー・サファロバ       | イベタ・ベネソバ バルボラ・ザフラボバ・ストリコバ                   | 5–7, 4–6            |
| 優勝   | 2.  | 2012年4月28日 | フェズ         | クレー     | アレクサンドラ・パノワ     | イリーナ＝カメリア・ベグ アレクサンドラ・カダントゥ                 | 3–6, 7–6(5), [11–9] |
| 準優勝 | 3.  | 2014年3月1日  | アカプルコ     | ハード     | イベタ・メルツァー         | クリスティナ・ムラデノビッチ ガリナ・ボスコボワ                     | 3–6, 6–2, [5–10]    |

## 4大大会シングルス成績
略語の説明
| W | F | SF | QF | #R | RR | Q# | LQ | A | Z# | PO | G | S | B | NMS | P | NH |

W=優勝, F=準優勝, SF=ベスト4, QF=ベスト8, #R=#回戦敗退, RR=ラウンドロビン敗退, Q#=予選#回戦敗退, LQ=予選敗退, A=大会不参加, Z#=デビスカップ/BJKカップ地域ゾーン, PO=デビスカップ/BJKカッププレーオフ, G=オリンピック金メダル, S=オリンピック銀メダル, B=オリンピック銅メダル, NMS=マスターズシリーズから降格, P=開催延期, NH=開催なし.
| 大会           | 2006 | 2007 | 2008 | 2009 | 2010 | 2011 | 2012 | 2013 | 2014 | 2015 | 2016 | 通算成績 |
| -------------- | ---- | ---- | ---- | ---- | ---- | ---- | ---- | ---- | ---- | ---- | ---- | -------- |
| 全豪オープン   | A    | A    | 1R   | 1R   | A    | LQ   | 2R   | A    | A    | A    | 1R   | 1–4      |
| 全仏オープン   | LQ   | LQ   | 4R   | 1R   | A    | LQ   | 2R   | 3R   | 1R   | 1R   | LQ   | 6–6      |
| ウィンブルドン | LQ   | LQ   | 1R   | 1R   | A    | 4R   | 2R   | 3R   | 2R   | 1R   | A    | 7–7      |
| 全米オープン   | LQ   | 2R   | 1R   | LQ   | LQ   | 2R   | A    | 1R   | 2R   | 3R   | A    | 5–6      |